# Tiergarten (Berlino)

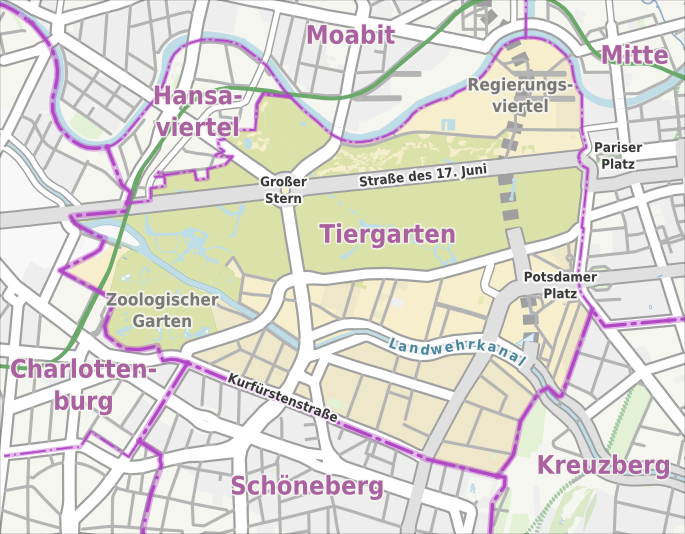
Mappa del quartiere

Tiergarten è un quartiere (Ortsteil) di Berlino, appartenente al distretto (Bezirk) di Mitte.
Il quartiere è in gran parte occupato dall'omonimo parco, il maggiore della città; la zona edificata si trova a sud e comprende il quartiere delle ambasciate (Diplomatenviertel), il Kulturforum, la zona di Potsdamer Platz e la zona residenziale detta Tiergartenviertel o Tiergarten-Süd. Nella zona nord-orientale del parco si trova invece il quartiere governativo, con il Reichstag (sede del parlamento federale) e la Band des Bundes, la fascia degli edifici federali.

## Posizione
Tiergarten si trova immediatamente ad ovest del centro cittadino. Il quartiere è attraversato in direzione est-ovest dal Landwehrkanal e dal fiume Sprea, che ne segna il confine settentrionale.
Procedendo da nord in senso orario, Tiergarten confina con i quartieri di Moabit, Mitte, Kreuzberg, Schöneberg, Charlottenburg e Hansaviertel.

## Storia
L'area dell'attuale quartiere Tiergarten, posta immediatamente ad ovest delle mura cittadine, si trovò fin dalla fine del XVII secolo sul percorso che collegava Berlino alla nuova città di Charlottenburg. L'asse attraversava un'area boscosa (l'attuale Großer Tiergarten), utilizzato fin dal XVI secolo come riserva di caccia dei sovrani, e infine trasformato nel XIX secolo in grande parco pubblico.
Le prime edificazioni a sud del parco (Tiergartenviertel) comparvero intorno alla metà del XIX secolo: si trattava, data la posizione favorevole, di ville destinate ai ceti benestanti. Questa zona apparteneva alla città di Berlino fin dagli inizi del XIX secolo, mentre il parco del Tiergarten, appartenente al circondario di Teltow come Gutsbezirk (territorio agricolo) indipendente, fu annesso a Berlino il 25 gennaio 1881.
Ala fine del XIX secolo l'accresciuto ruolo politico della città (divenuta nel 1871 capitale dell'Impero Germanico) rese necessaria la costruzione di nuovi edifici pubblici e rappresentativi nel Tiergarten, perché il centro cittadino non offriva più spazi liberi: nel 1884-94 fu realizzato l'edificio del Reichstag, sede del parlamento; venne sistemata l'antistante Königsplatz (oggi Platz der Republik) con l'erezione della Siegessäule, ed aperto il viale Siegesallee. Nello stesso periodo il Tiergartenviertel si trasformò, da "quartiere dei milionari", a quartiere diplomatico, con la costruzione di numerose ambasciate.

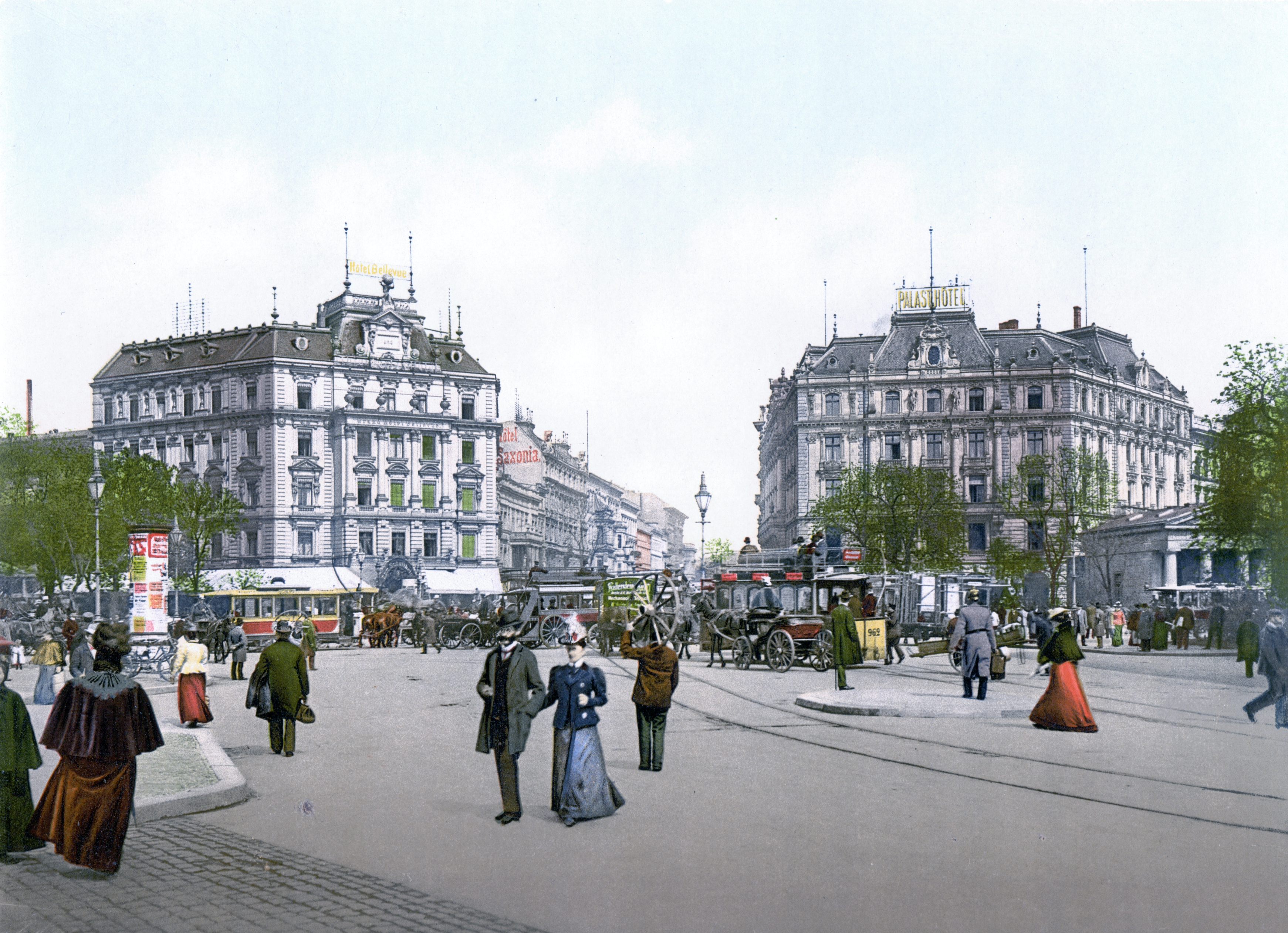
Potsdamer Platz intorno al 1900

Agli inizi del XX secolo l'angustia del vecchio Mitte colpì anche il settore commerciale, che dai suoi centri tradizionali (Friedrichstraße, Leipziger Straße) si mosse prepotentemente verso il Neuer Westen ("nuovo ovest") fra Charlottenburg, Schöneberg e Wilmersdorf. Il Tiergarten, trovandosi fra il vecchio centro e il nuovo ovest, divenne un importante luogo di passaggio, con un forte sviluppo dell'area di Potsdamer Platz; la stazione Potsdamer Bahnhof, che lì sorgeva, era per traffico di viaggiatori il maggiore scalo berlinese.
Nel 1920, con la creazione della "Grande Berlino", la parte occidentale del vecchio territorio di Berlino formò il distretto del Tiergarten, il secondo della città, comprendente anche gli attuali quartieri di Hansaviertel e Moabit.
Il periodo nazionalsocialista innescò importanti trasformazioni del quartiere, integrate nel piano di ridisegno della città nella nuova Welthauptstadt Germania ("Germania, capitale del mondo"): si iniziò con l'ampliamento della Charlottenburger Chaussee (attuale Straße des 17. Juni), parte del grande asse est-ovest completato in occasione delle Olimpiadi del 1936; in tale occasione, la Siegessäule fu spostata da Königsplatz al centro del Großer Stern, lungo l'asse est-ovest.
I progetti prevedevano anche la realizzazione di un imponente asse nord-sud, tracciato sull'asse della Siegesallee e prolungato per molti kilometri in entrambe le direzioni: anche il Königsplatz sarebbe stato trasformato con l'erezione di un mastodontico edificio a cupola, la Große Halle. I lavori, bruscamente interrotti dalla seconda guerra mondiale, si erano comunque spinti fino alla demolizione di molti edifici, a nord del Reichstag (l'allora Alsenviertel) e nell'odierno Kulturforum.
La seconda guerra mondiale ebbe effetti devastanti: i bombardamenti colpirono duramente il quartiere delle ambasciate e Potsdamer Platz, e il Großer Tiergarten fu disboscato per ricavarne legna da ardere. La conquista del Reichstag, avvenuta il 1º maggio 1945, rappresentò per l'Armata Rossa il simbolo della caduta di Berlino, e fu immortalata in una famosa fotografia.
Con la divisione della città, il distretto del Tiergarten fu assegnato al settore di occupazione britannico, e quindi a Berlino Ovest.
Negli anni successivi il parco del Tiergarten fu ripiantumato (eliminando la Siegesallee), ma la perdita del ruolo di capitale rese inutile il quartiere diplomatico, che pertanto non fu ricostruito e rimase fino agli anni ottanta in uno stato di desolato abbandono. Anche Potsdamer Platz, prima affollato punto di passaggio est-ovest, divenne una desolata terra di nessuno al confine col settore sovietico (drammaticamente segnato dal 1961 dal Muro).
Gli anni sessanta e settanta furono caratterizzati dalla realizzazione del Kulturforum, pensato come centro culturale di Berlino Ovest, pendant all'Isola dei Musei posta nel settore orientale; il Kulturforum comprende edifici prestigiosi, come la nuova galleria nazionale, la Staatsbibliothek zu Berlin (Haus Potsdamer Straße) e la Philharmonie, ma ha sempre sofferto di scarsa integrazione col resto della città.
Alla fine degli anni settanta il quartiere del Tiergarten si presentava così in cattivo stato: la mostra di architettura IBA del 1984, organizzata con lo scopo di rivitalizzare alcune aree urbane difficili, operò anche nel quartiere Tiergarten. Con la parola d'ordine della "Ricostruzione critica della città" furono realizzati gli interessanti edifici intorno a Lützowplatz; restarono invece sulla carta le proposte di ripensamento degli spazi del Kulturforum e del parco del Tiergarten.
Con la riunificazione della città (1990) il quartiere, da zona di frontiera, è tornato ad essere centralissimo. In pochi anni si è ricostruita così la zona intorno a Potsdamer Platz (che ha costituito il più grande cantiere d'Europa), il quartiere governativo intorno al Reichstag (con la Band des Bundes) e il quartiere diplomatico, con la ricostruzione di molte ambasciate.
Nel 2001, nell'ambito della riforma amministrativa dei distretti berlinesi, il distretto del Tiergarten è stato abolito; Tiergarten è oggi un quartiere (Ortsteil) del nuovo distretto di Mitte.
Il quartiere Tiergarten costituisce oggi il centro politico della capitale federale tedesca; è, assieme a Mitte, il centro turistico cittadino; la zona di Potsdamer Platz costituisce uno dei maggiori centri commerciali di Berlino.
Tiergarten è lo scenario in cui è ambientata gran parte della vicenda (realmente accaduta) narrata nel libro di Erik Larson Il giardino delle bestie - Berlino 1934.

## Da vedere

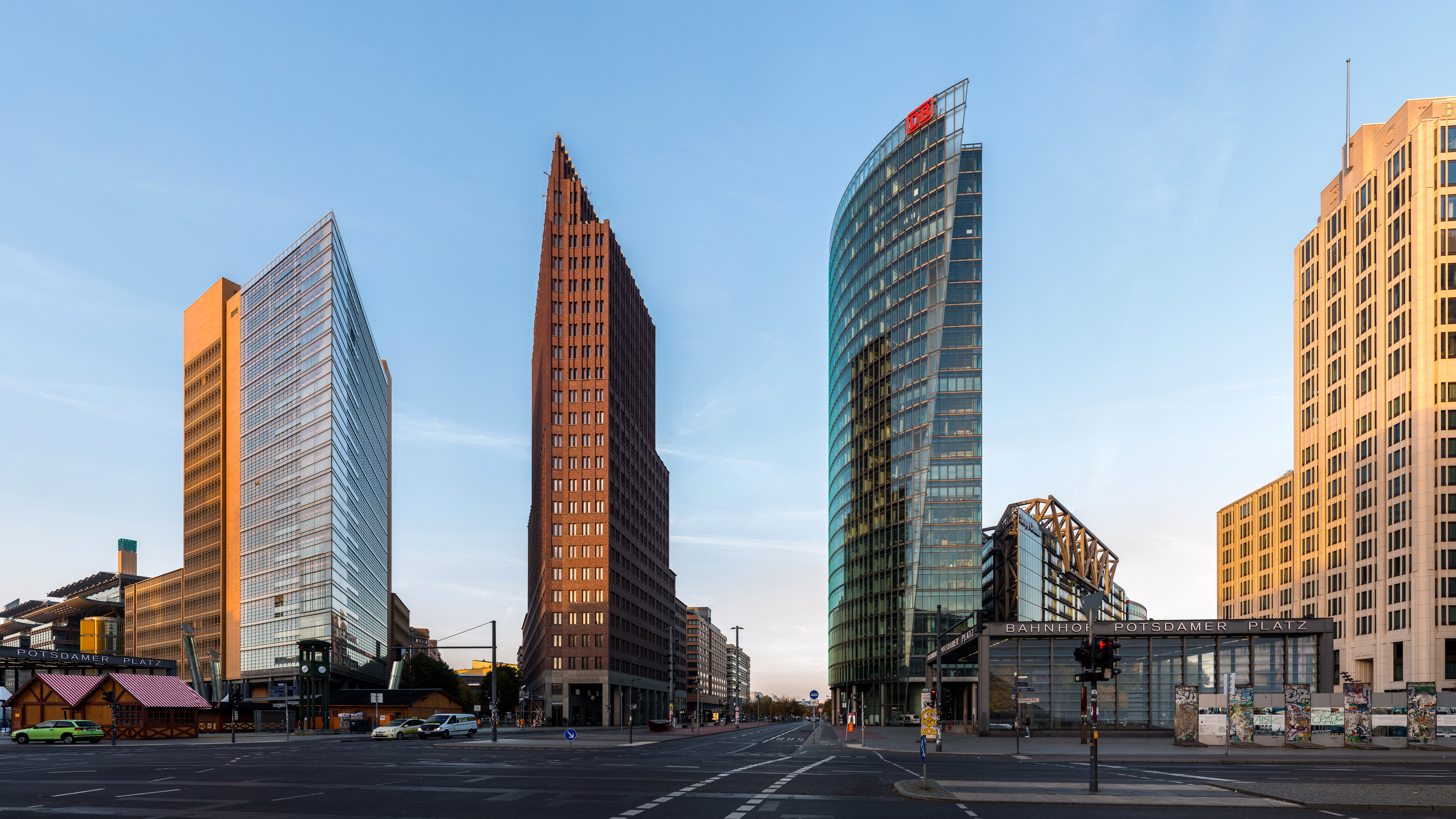
Potsdamer Platz

Il quartiere Tiergarten è, insieme a Mitte, il più ricco di attrattive turistiche.
- L'omonimo parco (Großer Tiergarten) è un'enorme area verde a carattere boscoso; al suo interno vi sono:
  - La Colonna della Vittoria (Siegessäule) al centro del Großer Stern
  - Il Memoriale per i soldati sovietici realizzato nel 1945
  - Il Castello di Bellevue, sede della presidenza della Repubblica Federale
  - La Haus der Kulturen der Welt, costruita come centro congressi di Berlino Ovest nel 1957
- Il Zoologischer Garten Berlin è uno dei maggiori giardini zoologici al mondo
- Il quartiere governativo, con:
  - Platz der Republik, grande piazza sistemata a prato
  - L'edificio del Reichstag, sede del parlamento federale (Bundestag)
  - La "Fascia della Federazione" (Band des Bundes) è un complesso di uffici istituzionali disposti in direzione est-ovest
- La zona di Potsdamer Platz, un vasto centro commerciale, direzionale e residenziale realizzato dopo il 1990
- Il Kulturforum, realizzato dagli anni cinquanta come centro culturale di Berlino Ovest, con:
  - La nuova galleria nazionale (Neue Nationalgalerie) dell'arch. Ludwig Mies Van der Rohe
  - La Sede della Philharmonie, capolavoro dell'arch. Hans Scharoun
  - L'imponente Haus Potsdamer Straße per la Biblioteca di Stato di Berlino
- L'archivio del Bauhaus
- L'edificio Shell-Haus
- L'edificio Lenzhaus

## Comunicazioni

### Strade principali
- Altonaer Straße
- Ben-Gurion-Straße
- Budapester Straße
- Ebertstraße
- Einemstraße
- Flottwellstraße
- Heinrich-von-Gagern-Straße
- Hofjägerallee
- Klingelhöferstraße
- Kurfürstenstraße
- Lennéstraße
- Lützowstraße
- Lützowufer
- Potsdamer Straße (B 1)
- Reichpietschufer (B 96)
- Scheidemannstraße
- Schillstraße
- Schöneberger Ufer (B 96)
- Spreeweg
- Stülerstraße
- Straße des 17. Juni (B 2 e B 5)
- Tiergartenstraße
- Tiergartentunnel (B 96)
- Von-der-Heydt-Straße
- Willy-Brandt-Straße

### Piazze
- Großer Stern
- Lützowplatz
- Platz der Republik
- Potsdamer Platz

### Stazioni ferroviarie
- Berlino Potsdamer Platz

### Stazioni dellaS-Bahn
- Bellevue (linee S5, S7 e S75)
- Potsdamer Platz (linee S1, S2 e S25, corrispondenza con la U-Bahn)
- Tiergarten (linee S5, S7 e S75)

### Stazioni dellaU-Bahn
- Bundestag (linea U5)
- Kurfürstenstraße (linea U1 e U3)
- Mendelssohn-Bartholdy-Park (linea U2)
- Potsdamer Platz (linea U2, corrispondenza con la S-Bahn)

## Galleria d'immagini

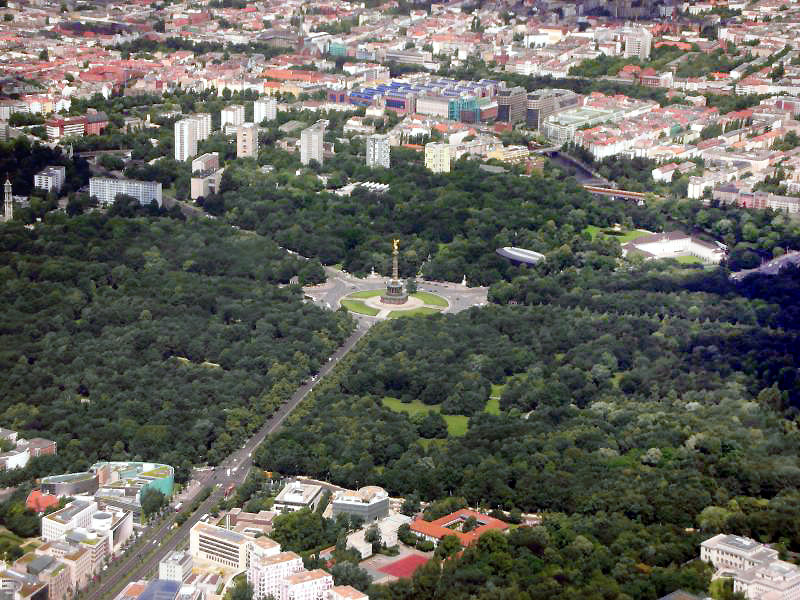
Großer Tiergarten
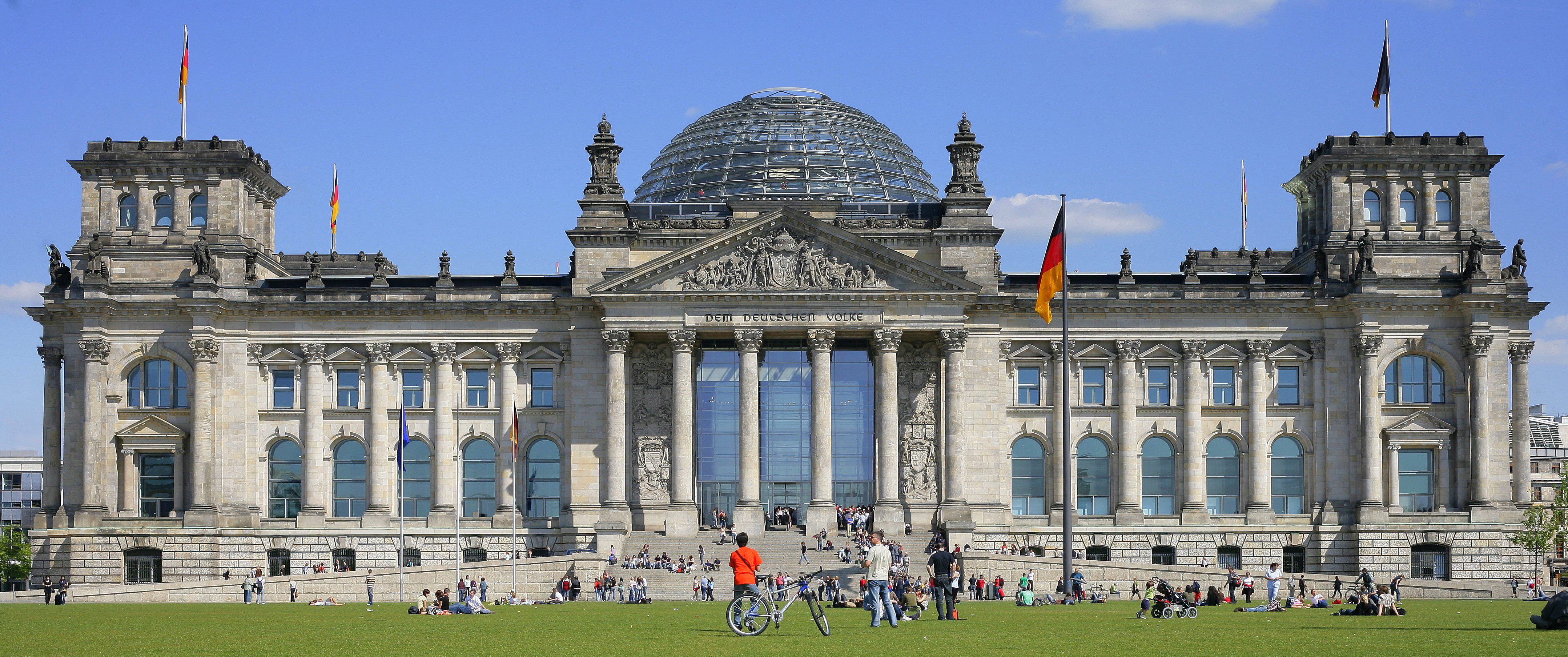
Reichstag
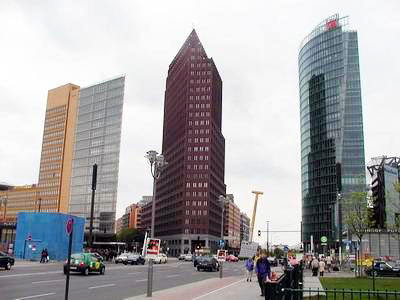
Potsdamer Platz
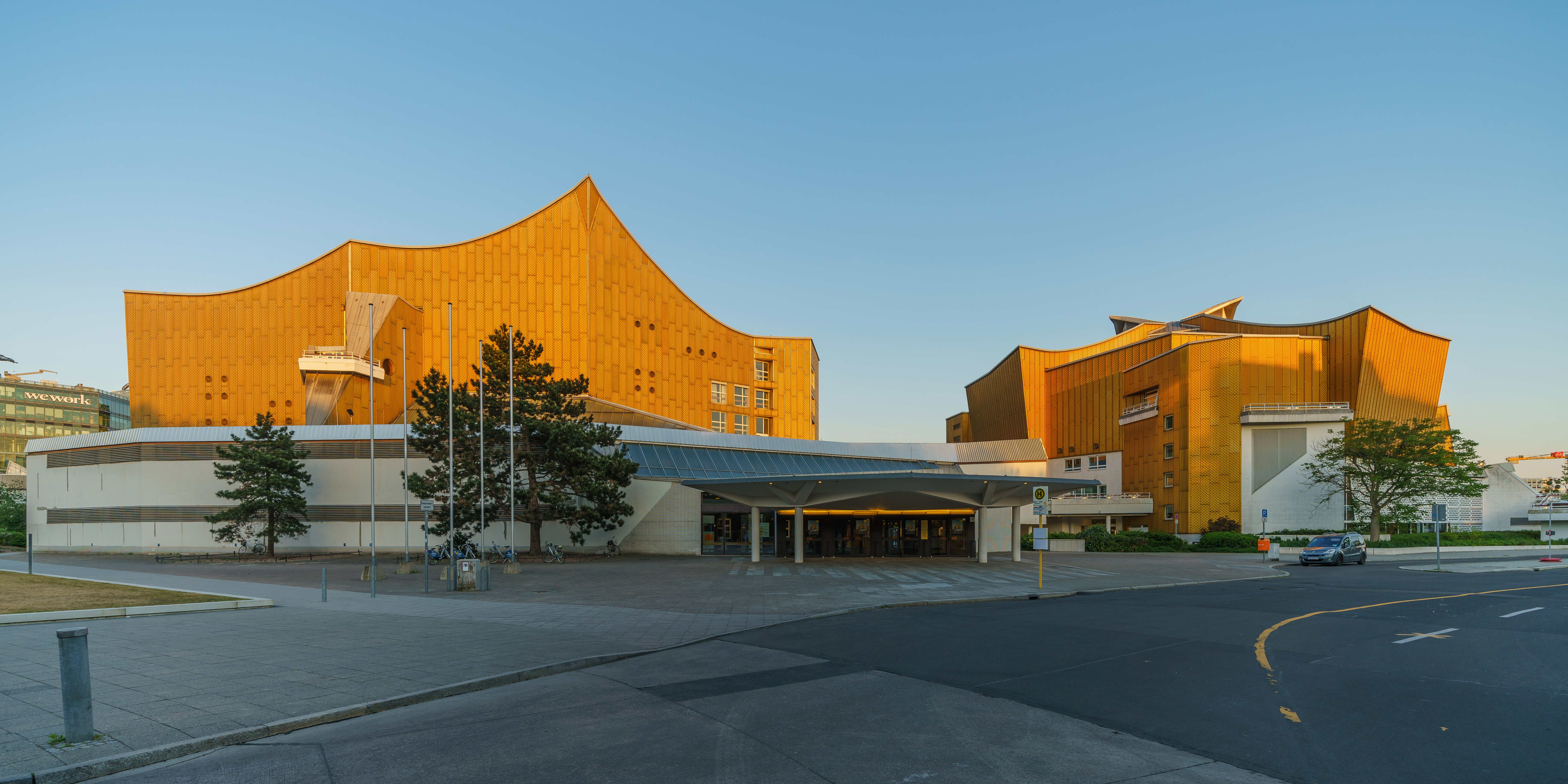
Kulturforum
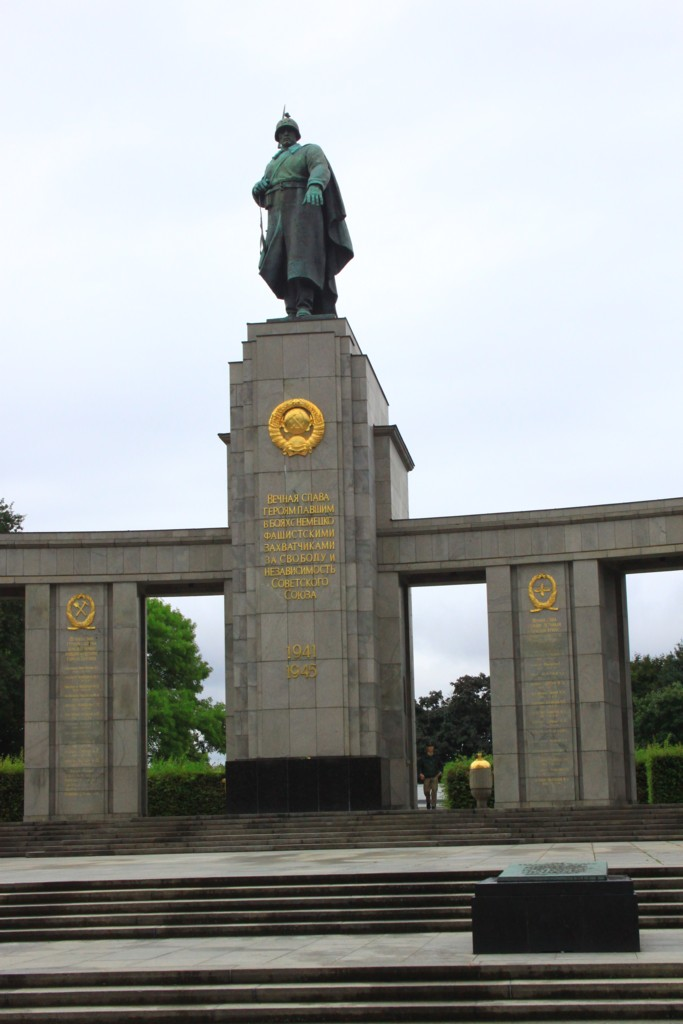
Memoriale Sovietico